# Джон Уилкинс
Джон Уилкинс (на английски: John Wilkins) е английски духовник и философ, епископ на Честър от 1668 до 1672 г. Уилкинс се занимава и с наука. Той е един от основателите на британското Кралско научно дружество.
Уилкинс е роден на 1 януари 1614 г. във Фаусли, Нортхемптъншир. Учи в Магдалин Колидж, Оксфордския университет (тогава Магдалин Хол). Посветен е в духовен сан и става викарий на Фаусли през 1637 г.
Почива на 19 ноември 1672 г. в Лондон.
1. ↑  118771922 //  Колективен нормативен архив.